# Board foot
Ein board foot oder board-foot ist eine in den Vereinigten Staaten und Kanada gebräuchliche Maßeinheit für das Volumen eines Bretts, das einen Fuß lang, einen Fuß breit und einen Zoll dick ist. 
Board foot wird als FBM (für “foot, board measure”), BDFT oder BF abgekürzt. Tausend board feet werden als MFBM, MBFT oder MBF abgekürzt. Eine Million board feet können als MMFBM, MMBFT oder MMBF abgekürzt werden.
In Australien und Neuseeland wurden früher die Begriffe super foot oder superficial foot gleichbedeutend eingesetzt.
Ein board foot entspricht:
- 1 ft × 1 ft × 1 in
- 12 in × 12 in × 1 in
- ≈ 30,48 cm × 30,48 cm × 2,54 cm
- 144 in3
- 1/12 ft3
- ≈ 0,00236 m3
- ≈ 2360 cm3
- ≈ 2,36 Liter
- 1/1980 Petrograd Standard